# Denisa Tîlvescu
Denisa Tîlvescu (née le 13 août 1996) est une rameuse roumaine.

## Biographie
Le 4 août 2018, elle est sacrée championne d'Europe du deux de pointe à Glasgow avec Mădălina Bereș.

## Palmarès

### Jeux olympiques
- Jeunesse 2014, à Nankin ( Chine)
  -  Médaille d'or en Paire filles

### Championnats d'Europe
- 2015, à Poznań ( Pologne)
  -  Médaille de bronze en Huit
- 2018 à Glasgow ( Royaume-Uni) :
  -  Médaille d'or du deux de pointe
- 2022 à Munich ( Allemagne) :
  -  Médaille d'or du deux de pointe